# 砂 (漫画家)
砂（すな、男性、1971年 - ）は、日本の漫画家。北海道釧路市出身。北海道釧路湖陵高等学校卒業のち東京大学法学部卒。東京都在住。

## 概要
名前が一般名詞の砂と混雑しやすいため、漫画家の砂と呼ばれることも多い。同人活動開始は遅く大学入学から。出版した同人誌の売り上げで大学の学費を全て賄ったという逸話がある。1998年に『漫画ホットミルク』で商業誌デビュー。
ゲームやアニメを題材とした初期の同人誌では普通の美少女漫画だったが、劇画の影響を受け、肉感的で筋肉質な女性を扱う成人向け漫画を描いていた。男性器をもった女性像やアナルセックスといったモチーフも頻繁に用いている。また、フェミニズムなど思想的なタームを多く取り入れ、登場人物たちは性行為の内容や感想、擬音等を特徴的な言い回しの長台詞で語る。2000年代には『マンガ・エロティクスF』などで連載。
近年は再びゲームやアニメを題材とした同人誌を手がけていることから、初期同人誌の絵柄へ回帰しているが、肉感的で筋肉質な女性描写は継続している。

## 単行本
- 『フェミニズムセックスマシーン』太田出版 (2000/2)  ISBN 978-4872334975
- 『サイバーポルノ』太田出版 (2004/2/20) ISBN 978-4872338003
- 『メスパイゲーム』太田出版 (2006/3/25) ISBN 4872339541
- 『迷える者へのガイド』（著：ギルアド・アツモン、表紙：砂）東京創元社 (2004/11/30)